# نوكاردية متحملة للحمض
نوكاردية متحملة للحمض (الاسم العلمي: Nocardia aciditolerans) هي نوع من البكتيريا تتبع جنس النوكاردية من فصيلة النوكارديات.